# Laguna San Joaquín
Laguna San Joaquín är en sjö i Guatemala.   Den ligger i departementet Petén, i den norra delen av landet, 260 km norr om huvudstaden Guatemala City. Laguna San Joaquín ligger 191 meter över havet. Omgivningarna runt Laguna San Joaquín är en mosaik av jordbruksmark och naturlig växtlighet.